# Was Mädchen wollen
Was Mädchen wollen ist ein US-amerikanischer Film des Regisseurs Dennie Gordon aus dem Jahr 2003.

## Handlung
Die 17-jährige US-Amerikanerin Daphne Reynolds entschließt sich, aus der New Yorker Chinatown nach London zu reisen, um sich einen Kindheitstraum zu erfüllen und ihren Vater, Lord Henry Dashwood, kennenzulernen. Dieser hatte einst mit ihrer Mutter Libby in Marokko eine inoffizielle beduinische Hochzeit gefeiert.
In London angekommen, trifft sie in einem Hotel den jungen Musiker Ian Wallace, der sie sofort fasziniert. Fast im selben Moment erfährt Daphne durch die Fernsehnachrichten einige Fakten über das Leben, welches ihr Vater führt. Er steckt mitten in einem Wahlkampf und ist mit der Tochter seines Beraters Alistair verlobt, die eine Tochter im Alter von Daphne hat.
Ian zeigt Daphne die Stadt und ermutigt sie in ihrem ursprünglichen Plan, ihren Vater aufzusuchen, denn sie ist sich ihrer Sache nicht mehr so sicher, da sie nun weiß, dass Lord Dashwood ein in ihren Augen glückliches Leben führt. Schließlich macht sie sich auf den Weg zu dessen Anwesen und verschafft sich auf unkonventionelle Weise Zutritt.
Nach anfänglicher Unsicherheit auf Henrys Seite wird Daphne nach gutem Zureden ihrer Großmutter auf dem Anwesen aufgenommen und hat die Chance, ihren Vater kennenzulernen. Daphne tritt unbekümmert und undiszipliniert bei ersten gesellschaftlichen Anlässen auf und beschert Henry Probleme in dessen Wahlkampf.
Doch als Daphne erkennt, dass sie mit ihrem Verhalten Henrys Karriere gefährdet, entschließt sie sich, sich zu verändern. Sie passt ihr Outfit und Auftreten an die hohe Londoner Gesellschaft an. Weil sie in seinen Augen nicht mehr sie selbst ist, wendet sich Ian von ihr ab. Bei ihrer festlichen „Einführung in die Gesellschaft“ hört Daphne zufällig, wie Alistair mit seiner Tochter Glynnis darüber spricht, sich damals Libby entledigt zu haben. Als Daphne darauf reagiert, sperrt Glynnis sie in einen Raum. Als die eingeladene Libby sie schließlich findet, gibt es Daphne auf, ein Leben ihrem Vater gleich zu führen und reist noch am selben Abend mit Libby zurück in die USA.
Henry tritt von seiner Kandidatur zurück und gibt Alistair einen Kinnhaken für das Verschweigen von Libbys Schwangerschaft vor 17 Jahren. Er reist zusammen mit Ian seiner Tochter und ihrer Mutter hinterher und sie versöhnen sich. Henry heiratet Libby schließlich nochmals, während Daphne ein Studium in Oxford beginnt, um in der Nähe von Ian zu sein.

## Ausstrahlung
Die Erstausstrahlung in deutschen Free TV fand am 19. Juni 2006 zur Primetime auf ProSieben statt. Den Film verfolgten 2,65 Millionen Zuschauer bei 9,1 Prozent Marktanteil. In der Gruppe der werberelevanten Zielgruppe sahen 2,01 Millionen Zuschauer zu, der Marktanteil lag bei 15,7 Prozent.

## Kritiken
Desson Thomson schrieb in der Washington Post, der Film sei „durchgehend uninspiriert und fade“.
Peter Travers bezeichnete den Film in der Zeitschrift Rolling Stone vom 21. März 2003 als „aalglatten Krempel für Girlies“ (slick girlie stuff). Die Besetzung mache ihn leichtverdaulich.

## Auszeichnungen
Hauptdarstellerin Amanda Bynes gewann 2004 den Blimp Award als beliebteste Schauspielerin bei den Kids' Choice Awards.

## Hintergrund
Der Film wurde in London und in Buckinghamshire gedreht. Seine Produktionskosten betrugen schätzungsweise 20 Millionen US-Dollar. Der Film spielte in den Kinos der USA ca. 36 Millionen US-Dollar ein, in den britischen Kinos ca. 600.000 Pfund Sterling.